# East Haddon
East Haddon is een civil parish in het bestuurlijke gebied Daventry, in het Engelse graafschap Northamptonshire met 643 inwoners.